# Али, Алмоез
Алмоез Али Зайналабаддин Абдулла (араб. المعز علي زين العابدين عبد الله‎; род. 19 августа 1996, Хартум) — катарский футболист, нападающий клуба «Аль-Духаиль» и национальной сборной Катара. Победитель Кубка Азии 2019, лучший игрок и бомбардир турнира.

## Клубная карьера
Родился 19 августа 1996 года в Судане. Воспитанник юношеской команды «Аль-Духаиль», из которой попал в бельгийский «Эйпен», где также играл только на молодёжном уровне.
На профессиональном уровне дебютировал в австрийском клубе ЛАСК (Линц), выйдя на поле в матче против «Аустрии» (Лустенау) в рамках 5-го тура второй по уровню лиги Австрии сезона 2015/16, а 27 ноября 2015 года в игре против «Флоридсдорфа» забил первый гол за клуб. Также играл на правах аренды за фарм-клуб «Пашинг» в третьем дивизионе.
В начале 2016 года стал игроком клуба испанской Сегунды Б «Культураль Леонеса» и сыграл за клуб из Леона 10 матчей, 3 апреля 2017 забил свой единственный гол за клуб в матче с «Арандиной» (1: 0).
Летом 2016 вернулся в Катар, где снова стал играть за клуб «Аль-Духаиль». С командой выиграл ряд национальных трофеев. По состоянию на 21 декабря 2018 сыграл за команду из Дохи 56 матчей в национальном чемпионате.

## Выступления за сборные
В 2014 году дебютировал в составе юношеской сборной Катара, с которой стал победителем юношеского (U-19) Кубка Азии, отметившись 3 забитыми голами: в ворота Северной Кореи в группе, Китая в четвертьфинале, и Бирмы в полуфинале.
В течение 2015—2018 годов привлекался в состав молодёжной сборной Катара, с которой был участником молодежного чемпионата мира 2015 года в Новой Зеландии, где сыграл во всех трех матчах, однако сборная все игры проиграла и заняла последнее место. Всего на молодёжном уровне сыграл в 14 официальных матчах, забил 7 голов.
21 декабря 2013 года дебютировал в официальных играх в составе национальной сборной Катара в товарищеском матче против Бахрейна (1:1).
В составе сборной был участником Кубка Азии по футболу 2019 в ОАЭ, в матче группового этапа против сборной КНДР оформил покер. В третьем матче группового этапа против сборной Саудовской Аравии забил два мяча и принёс победу своей команде со счётом 2:0. В итоге стал обладателем Кубка Азии в составе своей национальной сборной.
Летом 2019 года Али был приглашён в сборную для участия в Кубке Америки, который состоялся в Бразилии. В первом матче в группе против Парагвая он отличился голом на 68-й минуте, а команды сыграли вничью 2:2.

## Достижения
- Обладатель Кубка Азии (2): 2019, 2023
- Чемпион Катара (2): 2016/17, 2017/18
- Обладатель Кубка эмира Катара: 2016, 2018
- Обладатель Кубка шейха Яссима: 2016